# Пођолбијанко (Модена)
Пођолбијанко је насеље у Италији у округу Модена, региону Емилија-Ромања.
Према процени из 2011. у насељу је живело 11 становника. Насеље се налази на надморској висини од 387 м.